# 주택복권
주택복권(lottery ticket)는 대한민국의 주택은행에서 매주 1회 발행했던 추첨식 복권이다.

## 역사
1969년 주택은행에서 주택복권 공식적으로 시작한 것이 시초이다. 1983년에 올림픽복권으로 휴재기를 들어갔고, 1989년 주택은행 발매가 재개되어, 2002년 로또복권이 생겼고, 2006년 로또6/45에 밀리면서 폐지했다가, 이후에 팝콘복권으로 편입하였다.

## 추첨 방송
- 1969년 ~ 1973년 3월 : KBS
- 1973년 3월 ~ 1978년 4월 : 문화방송
- 1978년 ~ 1993년 4월 : KBS 1TV[1]
- 1993년 5월 ~ 2005년 4월 : KBS 2TV
- 2005년 5월 ~ 2006년 3월 : mbn[2]

## 같이 보기
- 복권